# レドゥアヌ・サルヒ
レドゥアヌ・サルヒ（Radhouane Salhi、1967年12月18日 - ）は、チュニジアの元サッカー選手。元チュニジア代表。ポジションはゴールキーパー。

## 来歴
1994年にチュニジア代表デビュー。出場機会は無かったが、1998 FIFAワールドカップのメンバーにも選ばれた。2000年までに9試合に出場した。

## 代表歴

### 出場大会
- チュニジア代表
  - 1998 FIFAワールドカップ

### 試合数
- 国際Aマッチ 9試合 0得点（1994年-2000年）[1]

| チュニジア代表 | 国際Aマッチ | 国際Aマッチ |
| 年             | 出場        | 得点        |
| -------------- | ----------- | ----------- |
| 1994           | 1           | 0           |
| 1995           | 3           | 0           |
| 1996           | 0           | 0           |
| 1997           | 1           | 0           |
| 1998           | 1           | 0           |
| 1999           | 2           | 0           |
| 2000           | 1           | 0           |
| 通算           | 9           | 0           |